# Шарлерой (Пенсільванія)
Шарлерой (англ. Charleroi) — місто (англ. borough) в США, в окрузі Вашингтон штату Пенсільванія. Населення — 4234 особи (2020).

## Географія
Шарлерой розташований за координатами 40°8′16″ пн. ш. 79°53′59″ зх. д. / 40.13778° пн. ш. 79.89972° зх. д. (40.137859, -79.899756). За даними Бюро перепису населення США в 2010 році місто мало площу 2,23 км², з яких 1,97 км² — суходіл та 0,26 км² — водойми.

## Демографія
Згідно з переписом 2010 року, у селищі мешкало 4120 осіб у 1954 домогосподарствах у складі 961 родини. Густота населення становила 1845 осіб/км². Було 2445 помешкань (1095/км²).
Расовий склад населення:
| - 90,0 % — білих - 5,7 % — чорних або афроамериканців - 1,0 % — азіатів - 0,1 % — корінних американців |

До двох чи більше рас належало 2,8 %. Частка іспаномовних становила 1,9 % від усіх жителів.
За віковим діапазоном населення розподілялося таким чином: 20,4 % — особи молодші 18 років, 60,8 % — особи у віці 18—64 років, 18,8 % — особи у віці 65 років та старші. Медіана віку мешканця становила 42,0 року. На 100 осіб жіночої статі у селищі припадало 87,4 чоловіків; на 100 жінок у віці від 18 років та старших — 81,8 чоловіків також старших 18 років.
Середній дохід на одне домашнє господарство становив 39 063 долари США (медіана — 28 309), а середній дохід на одну сім'ю — 46 241 долар (медіана — 34 362). Медіана доходів становила 38 036 доларів для чоловіків та 27 463 долари для жінок. За межею бідності перебувало 27,8 % осіб, у тому числі 51,5 % дітей у віці до 18 років та 8,2 % осіб у віці 65 років та старших.
Цивільне працевлаштоване населення становило 1578 осіб. Основні галузі зайнятості: освіта, охорона здоров'я та соціальна допомога — 25,7 %, виробництво — 12,7 %, мистецтво, розваги та відпочинок — 12,5 %, роздрібна торгівля — 12,4 %.